# Bussnang
Bussnang é uma comuna da Suíça, no Cantão Turgóvia, com cerca de 1.991 habitantes. Estende-se por uma área de 18,69 km², de densidade populacional de 107 hab/km². Confina com as seguintes comunas: Affeltrangen, Amlikon-Bissegg, Braunau, Bürglen, Schönholzerswilen, Weinfelden.
A língua oficial nesta comuna é o Alemão.